# Chaks
Ne doit pas être confondu avec Chakma.
Les Chaks sont un groupe ethnique :
- du Bangladesh (région des Chittagong Hill Tracts), où ils sont au nombre de 5 500 (2002) ;
- de Birmanie (chaîne de l'Arakan), où ils sont 25 000.

Au Bangladesh, selon les termes de l'accord de paix du 2 décembre 1997 qui a mis fin à plus de 20 années de conflit entre le gouvernement bangladais et les populations autochtones des Chittagong Hill Tracts, les Chaks sont représentés au « Chittagong Hill Tracts Regional Council » chargé de l'administration des trois districts constituant la région.
La langue chak n'est classée dans aucune famille connue.